# Lotniskowce eskortowe typu Sangamon
Lotniskowce eskortowe typu Sangamon – typ czterech lotniskowców eskortowych, które służyły w United States Navy podczas II wojny światowej.

## Opis konstrukcji
Lotniskowce tego typu zostały oryginalnie zbudowane jako zbiornikowce typu Cimarron, zwodowane w 1939 roku dla użytku cywilnego. Zostały one nabyte przez US Navy w latach 1940–1941. Z powodu braku okrętów transportowych typu C3 do przebudowy na desperacko potrzebne lotniskowce eskortowe, zdecydowano na początku 1942 roku o przebudowaniu czterech zbiornikowców na lotniskowce eskortowe. Przebudowa zajęła ok. sześciu miesięcy.
Okręty te były największymi lotniskowcami eskortowymi przebudowanymi dla US Navy. Powojenne lotniskowce eskortowe typu Commencement Bay były tej samej wielkości, ale zostały one zbudowane jako lotniskowce od samej stępki. Zbudowane jako zbiornikowce ich maszynownia znajdowała się na rufie, co spowodowało, że kominy zostały zamontowane po obu stronach rufy, w tylnej części pokładu startowego. Były one doskonałym przykładem tego typu okrętów – przestronne i wytrzymałe, z dużym pokładem startowym i dobrą stabilnością nawet na wzburzonych morzach. Lotniskowce eskortowe typu Sangamon mogły przenosić ok. 30 samolotów i były jedynymi lotniskowcami eskortowymi, które przenosiły bombowce nurkujące. 

## Przebieg służby
Od końca 1942 roku do końca wojny okręty służyły aktywnie na Morzu Śródziemnym, Atlantyku i w wojnie na Pacyfiku. Trzy okręty tego typu zostały ciężko uszkodzone przez japońskie ataki kamikaze podczas bitwy w zatoce Leyte, ale wszystkie przetrwały wojnę. Na Pacyfiku lotniskowce często operowały ze sobą, tworząc 22. Dywizjon Lotniskowców (ang. Carrier Division 22).
Okręty zostały wycofane ze służby krótko po zakończeniu wojny. Niektóre z nich zostały przesunięte do rezerwy i służyły jako lotniskowce eskortowe dla helikopterów. Wszystkie zostały sprzedane lub oddane na złom na początku lat 60. XX wieku.

## Okręty
- USS "Sangamon" (CVE-26) – oryginalnie AO-28, zwodowany w 1939 roku, przyjęty do służby w 1940 roku, wycofany ze służby w 1945 roku, sprzedany na służbę handlową w 1948 roku.
- USS „Suwannee” (CVE-27)(inne języki) – oryginalnie AO-33, zwodowany w 1939 roku, przyjęty do służby w 1941 roku, wycofany ze służby w 1947 roku, sprzedany na złom w 1961 roku.
- USS "Chenango" (CVE-28) – oryginalnie AO-31, zwodowany w 1939 roku, przyjęty do służby w 1941 roku, wycofany ze służby w 1946 roku, sprzedany na złom w 1960 roku.
- USS "Santee" (CVE-29) – oryginalnie AO-29, zwodowany w 1939 roku, przyjęty do służby w 1940 roku, wycofany ze służby w 1946 roku, złomowany w 1960 roku.